# Kollektivet
Kollektivet er en dansk film fra 2016 instrueret af Thomas Vinterberg.

## Handling
I midt-70’erne, er drømmen om frihed og fællesskaber på sit højeste. I kollektivet kan man være frie og lykkelige sammen, man lever, fester og bor sammen, det er billedet på det perfekte liv, For parret Erik og Anna begynder kollektivet også som en drøm, sammen med deres datter Freja, etablerer de et kollektiv i Eriks store villa i Hellerup.

## Medvirkende
- Ulrich Thomsen som Erik
- Trine Dyrholm som Anna
- Helene Reingaard Neumann som Emma
- Lars Ranthe som Ole
- Fares Fares som Allon
- Magnus Millang som Steffen
- Julie Agnete Vang som Mona
- Martha Sofie Wallstrøm Hansen som Freja
- Anne Gry Henningsen som Ditte
- Sebastian Grønnegaard Milbrat som Vilads